# Michael H. Weber
Michael H. Weber (* 1976 oder 1977) ist ein US-amerikanischer Drehbuchautor und Executive Producer.

## Karriere
Webers Karriere begann 2009 mit dem Verfassen des Drehbuchs zu dem Film (500) Days of Summer. Es folgten weitere Drehbücher zu Der rosarote Panther 2, The Spectacular Now – Perfekt ist jetzt, Das Schicksal ist ein mieser Verräter, Margos Spuren und Unsere Seelen bei Nacht. Für seine künstlerische Leistung, für das Drehbuch zu The Disaster Artist, erhielt Weber bei der Oscarverleihung 2018 eine Nominierung in der Kategorie „Bestes adaptiertes Drehbuch“. Die Auszeichnung erhielt aber James Ivory für sein Werk zu Call Me by Your Name. Des Weiteren erhielt er für diesen Film seine zweite WGA-Award-Nominierung, die erste erhielt er für (500) Days of Summer.
Die Drehbücher erarbeitet Weber gemeinsam mit seinem Freund Scott Neustadter, die sich seit 1999 kennen.

## Filmografie (Auswahl)
- 2009: (500) Days of Summer
- 2009: Der rosarote Panther 2 (The Pink Panther 2)
- 2011: Friends with Benefits (Fernsehserie, 12 Episoden)
- 2013: The Spectacular Now – Perfekt ist jetzt (The Spectacular Now)
- 2014: Das Schicksal ist ein mieser Verräter (The Fault in Our Stars)
- 2015: Margos Spuren (Paper Towns)
- 2017: Unsere Seelen bei Nacht (Our Souls at Night)
- 2017: The Disaster Artist
- 2022: Rosalinde (Rosaline)
- 2023: Daisy Jones & the Six (Fernsehserie, Drehbuch, Produktion)

## Privat
Michael H. Weber hat jüdische Wurzeln.